# Andorinha-pequena-de-casa
A andorinha-pequena-de-casa (Pygochelidon cyanoleuca) é uma espécie de ave da família das andorinhas, encontrada nas Américas. Sendo uma das aves com distribuição mais ampla da América Latina, ela se reproduz desde a Costa Rica, através da América do Sul, até a Terra do fogo na Argentina. Assim como consegue se adaptar a vida desde o nível do mar até os altos Andes, exceto nos desertos e na Bacia Amazônica. A população do sul é migratória, invernando tão ao norte quanto Trindade, onde é uma visitante regular. A subespécie nominal do norte pode ter se reproduzido na ilha.
Algumas vezes classificada no gênero Notiochelidon, a andorinha-pequena-de-casa foi descrita formalmente pela primeira vez como Hirundo cyanoleuca pelo naturalista francês Louis Vieillot em 1817, com base em um espécime que se acredita ser do Paraguai.

## Etimologia
A andorinha-pequena-de-casa também é conhecida como andorinha-branca-e-azul ou simplesmente como andorinha. O seu nome origina-se do grego puge = rabadilha, khelidon = andorinha, kuanos = azul escuro e leukos = branco, sendo traduzida como andorinha com rabadilha azul e branco. No Brasil, o nome andorinha-pequena-de-casa é o mais utilizado, sendo "pequena", e “de casa” alusões ao tamanho da ave e ao costume desta ave em fazer seus ninhos nas casas.

## Descrição
Uma andorinha-pequena-de-casa adulta tem em média de 11 a 12 cm de comprimento e pesa aproximadamente 10 g. Caracteriza-se fisicamente pelo pequeno porte, asas longas e pontiagudas, cauda bifurcada, bico e patas curtas.
Possui parte superior azul escuro, mas dependendo da incidência de luz podem parecer negras, suas asas e cauda são negras, assim como a parte inferior da cauda que se mantem escura até a altura da cloaca. Já sua parte inferior é branca, e as partes inferiores das asas e da cauda curta bifurcada são enegrecidas. Esta característica de cores é crucial para a distinguir da andorinha-de-sobre-branco, a qual apresenta toda a área inferior branca. O juvenil é marrom acima, amarelado abaixo e tem uma cauda menos bifurcada. A divisão de cores apresentada pela andorinha azul e branca, é extremamente nítida, não apresentando manchas escuras nas partes brancas e vice versa. O que a diferencia das andorinhas brasileiras em geral.
É considerada uma ave migratória, especialmente quando encontradas em locais mais frios demonstrando um incrível sentido de orientação, porém ao contrário de outras espécies que voam centenas de quilômetros nas migrações, a andorinha branca e azul prefere não realizar migrações tão longas. Sendo até mesmo possível que opte por permanecer o ano inteiro no mesmo local no qual encontra-se o ninho, não realizando a migração. Quando realizado a migração em bando as andorinhas azul e branca utilizam a formação em V, ou seja, a ave da frente desloca o ar e as aves atrás não necessitam de tanto esforço para se manterem voando. Na formação em V é feito um revezamento para que a ave da frente consiga descansar.
São reconhecidas três subespécies:
- P. c. cyanoleuca, que ocorre de Nicarágua até Paraguai, Uruguai e o noroeste da Argentina.
- A subespécie migratória N. c. patagonica é maior (13,5 cm), tem partes de baixo das asas mais pálidas e e branco na parte interna das coberteiras das asas.
- N. c. peruviana é restrita à costa do Peru acima de 2500 m de altitude, menor que patagonica, tem menos branco na parte inferior da cauda, as partes inferiores das asas e flancos mais escuros.[7]

## Ecologia
A andorinha-pequena-de-casa é uma andorinha que vive em áreas abertas, incluindo vilarejos e cidades, fazendas e clareiras de florestas. Na América Central, é uma espécie que vive em altas atitudes, mas em outras áreas de sua distribuição pode ocorrer desde baixas altitudes até 4000 m.

### Comportamento
Esta espécie é frequentemente encontrada em pequenos bandos quando não está reproduzindo, costumam passar a maior parte do dia voando só pousando sobre arvores, antenas e fios elétricos, quando o clima está ruim. Ela se alimenta principalmente de insetos que são apanhados no ar, e já foram vistas diversas vezes se reunindo em dezenas de indivíduos onde há bandos de cupins. Não é raro serem vistas realizando rasantes sobre lagos para beber água ou em poças para se banhar. Além de possuírem grande facilidade de adaptação para viverem entre os humanos nas áreas urbanas, as andorinhas azul e branca muitas vezes criam colônias de ninhos próximos, isso normalmente ocorre por optarem os mesmos ambientes para se procriarem. Na Costa Rica, a sua canção é um trinado fino, fraco e de longa duração, sendo cantada com frequência ao longo do ano.

### Reprodução
Apesar de serem socialmente monogâmicos, ficam juntos durante a vida toda, são geneticamente poligâmicos. sendo comum o macho vigiar as “puladas de cerca” da companheira e alertar com piados e vocalizações diferentes a fêmea.
Essa espécie tem um ninho raso feito de palha e sementes, sendo posteriormente forrados de maneira aconchegante com penas. É construído pelo macho e pela fêmea em uma ampla variedade de cavidades naturais ou artificiais, incluindo buracos de árvores, fendas nas rochas e pontes. Na Costa Rica a construção dos ninhos tem início em meados de fevereiro, já no Brasil fazem entre julho e agosto.
Apesar de serem migratórias as andorinhas de casa, costumam fazer um ninho em um local especifico e voltar ao ninho já pronto nos anos seguintes. A sua ninhada é de até seis ovos brancos sem marcas em sua superfície, três ao sul da distribuição, e mais dois ou três ao norte. Eles são incubados pelo macho e fêmea, que se revezam sobre os ovos durante 15 dias até a eclosão, as medidas são em geral cerca de 16,6 por 12,2 milímetros. Os ovos são geralmente depositados em dias consecutivos e os filhotes quando nascem possuem um tom cinza claro em sua pele rosa. Eles são alimentados pelos dois pais por 26 dias, até que possam voar bem. Os filhotes nessa idade são cinza escuro na parte de cima e cinza claro na parte inferior, e somente por volta dos 40 dias de idade se tornam de fato independentes dos pais. Apesar desta independência as andorinhas de casa jovens possuem o costume de voltar ao ninho para dormir com os pais por até dois meses. É normal cada casal ter duas ninhadas por ano.
As andorinhas necessitam de aproximadamente mil e quinhentos insetos por dia, para terem um bom desenvolvimento, ou seja, em apenas 20 dias uma família de andorinhas consome mais de 200.000 insetos.
Apesar das desavenças em relação ao desmatamento e assentamento humano esta espécie comum e popular se adaptou muito bem, conseguindo expandir o próprio habitat, garantindo seus alimentos e reprodução. Consequentemente, não é considerada ameaçada pela IUCN.